# 제리 보크
제리 보크(Jerrold Lewis "Jerry" Bock, 1928년 11월 23일~2010년 11월 2일)는 미국의 극작가이자 작곡가이다.
셸던 하닉과 함께한 작업들로 알려져 있다. 주요 작품으로는 <피오렐로>(1959), <저 처녀는 나를 사랑하고 있다>(1963), <지붕 위의 바이올린 주자>(1964) 등이 있다.